# Trachylepis mlanjensis
Trachylepis mlanjensis este o specie de șopârle din genul Trachylepis, familia Scincidae, descrisă de Loveridge 1953. Conform Catalogue of Life specia Trachylepis mlanjensis nu are subspecii cunoscute.